# Île Booby (Saint-Christophe-et-Niévès)
L'île Booby est un îlot inhabité d'environ 100 mètres de diamètre situé dans la mer des Caraïbes dans le détroit large de trois kilomètres entre l'île principale de Saint-Christophe et Niévès. La distance à Saint-Kitts est d'environ 1,7 km, à Nevis, elle est de 2,4 km.
L’île est protégée en tant que réserve naturelle de l’île Booby depuis 2005.